# Saint-Frion
Saint-Frion is een gemeente in het Franse departement Creuse (regio Nouvelle-Aquitaine) en telt 177 inwoners (1999). De plaats maakt deel uit van het arrondissement Aubusson.

## Geografie
De oppervlakte van Saint-Frion bedraagt 18,0 km², de bevolkingsdichtheid is 9,8 inwoners per km².

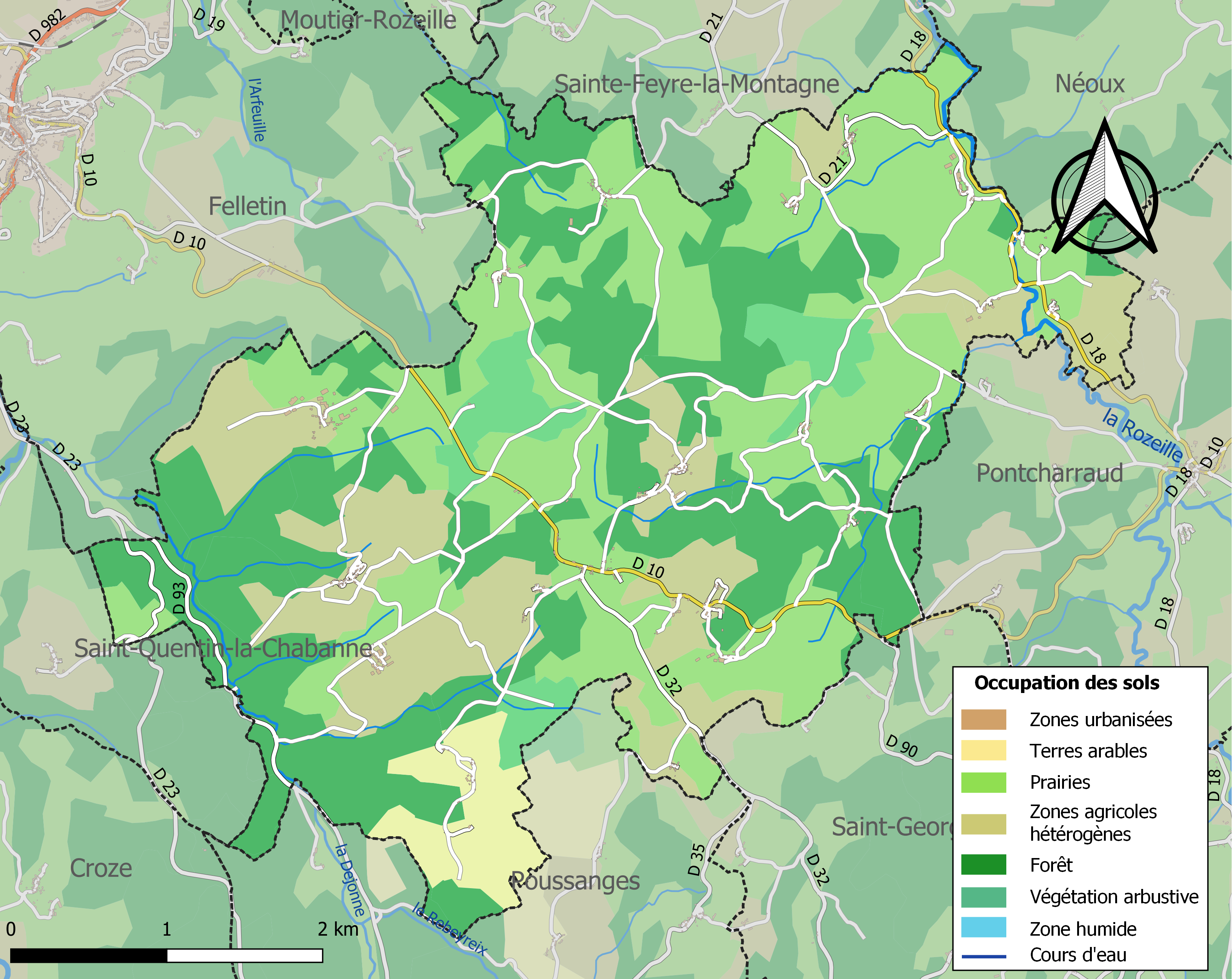
Kaart van de gemeente met de belangrijkste infrastructuur, bodemgebruik en omliggende gemeenten

## Demografie
Onderstaande figuur toont het verloop van het inwonertal (bron: INSEE-tellingen).